# Estádio Jaime Cintra
Estádio Dr. Jayme Cintra (oficjalna nazwa Estádio Dr. Jayme Pinheiro de Ulhoa Cintra – wielofunkcyjny stadion, używany głównie przez piłkarzy nożnych w Jundiaí, São Paulo, Brazylia, na którym swoje mecze rozgrywa klub Paulista Futebol Clube.